# Рязанов, Николай Николаевич
Николай Николаевич Рязанов (20 июля 1938, Ленинград, РСФСР, СССР — 22 декабря 1993, Санкт-Петербург) — советский футболист, нападающий.

## Карьера
Начал играть в футбол в коллективе физкультуры завода «Светлана» под руководством бывшего игрока «Зенита» Виктора Бодрова, затем играл в футбольной школе Гороно под руководством Петра Дементьева, который считал Рязанова одним из своих лучших учеников.
В 1957 году Рязанов дебютировал в составе «Зенита», в 1960 стал постоянным игроком основного состава. В 1962 году во время турне по Италии Рязанову предлагали подписать контракт с клубом «Сампдория». В следующем году принимал участие в турне по Южной Америке в составе олимпийской сборной.
Физически сильный, быстрый, выносливый, техничный, Рязанов обладал поставленным ударом с обеих ног. Занимался организацией атак в роли диспетчера команды, отлично пасовал.
В начале 1968 года Рязанов был отчислен из «Зенита» за нарушения спортивного режима, однако после опубликования в газете «Смена» покаянного письма, футболиста через пару месяцев вернули в команду. Проблемы с алкоголем у Рязанова продолжались, и перед матчем 23 мая 1967 года с московским «Локомотивом» его отчислили окончательно и дисквалифицировали.
Позже выступал за «Политотдел» Ташкентская область (1969), «Электрон» Новгород (1972—1973), «Сахалин» Южно-Сахалинск (1974), затем принимал участие в играх чемпионата Ленинграда, выступал за ветеранов.
Скоропостижно скончался 22 декабря 1993 года.